# إسحاق بن المقتدر
إسحاق بن جَعْفَر المُقْتَدِر بن أحمد المُعْتَضِد بن طَلحة المُوفَّق بن جَعْفَر المُتوكِّل العبَّاسِيُّ الهاشِميُّ القُرَشيّ (عقد الـ 910 - مارس 988 م) كان أميرًا عباسيًا، وابنًا للخليفةُ العبَّاسِيّ جَعْفَر المُقْتَدِر بِالله، وقد عاصر الخليفة القاهر، والراضي، والمتقي، والمستكفي، والمطيع، والطائع، أصبح ابنه أحمد والمعرُوف باسم أحمد القادِر بالله الخليفة العبَّاسِي الخامِس والعُشرُون وكان ذلك بعد وفاته.
كان إسحاق أحد الأمراء القلائل في التاريخ العباسي الذي أصبح ابنه خليفة مثل والد جدِّه المُوفَّق بالله، ولم يكن سوى عدد قليل جدًا من الأمراء العباسيين قبله يتمتعون بهذه المكانة، وباعتباره ابن المقتدر، فقد كان أيضاً مرشحًا لعرش الخليفة في عهد إخوته.

## نسبه
هو إسحاق بن جَعْفَر المُقْتَدِر بن أحمد المُعْتَضِد بن طَلحة المُوَفَّق بن جَعْفَر المُتَوكِّل بن مُحَمَّد المُعْتَصِم بن هارُون الرَّشيد بن مُحَمَّد المِهديّ بن عَبدُ الله اَلمَنْصُور بن مُحَمَّد بن عَلِيّ بن عَبدِ الله بن العَبَّاس بن عَبد المُطَّلِب بن هاشِم بن عَبد مَناف بن قُصي بن كِلاب بن مُرة بن كَعب بن لُؤي بن غالِب بن فَهر بن مالِك بن النَّضر بن كِنانة بن خُزَيمة بن مُدرِكة بن إلياس بن مَضَر بن نِزار بن مَعد بن عدنان.

## ولادته
ولد الأميرُ إسحاق في العاصِمة العبَّاسِيَّة بَغْدَاد، لوالده الخليفة جَعْفَر المُقْتَدِر بِالله، ولوالدته دُمنة وهي أُم ولد، وهي أيضًا جدة الخليفة المستقبلي أحمد القادِر بالله، وكان ذلك في عقد الـ 910 م.

## حياته
قضى الأمير إسحاق معظم حياته في مدينة بَغْدَاد، وقد عاش طفولة مأساوية حيث اغتيل والده الخليفة المقتدر عندما كان إسحاق صغيراً جداً، وبعد وفاة والده خلفهُ عمه مُحمَّد القاهر بالله على الرغم من أن والده كان قد رشح بالفعل أخيه الأكبر غير الشقيق أبُو العبَّاس مُحَمَّد (الذي عُرف مُستقبلًا بالخليفة مُحَمَّد الرَّاضِي بالله). وكان عمه القاهِر مدعوماً من بعض قادة الجيش لأنهم لم يريدوا أن يتم إعدامهم بتهمة قتل المُقتَدر على يد أبنائه.
ورث الأمير إسحاق بعض الميراث عند وفاة والده، وبعد أن حكم عمه القاهر من 932 حتى 934، حتم تم خلعُه، حيث سُملت عينيه وأُلقي في السجن.
تولى أخوه الراضي الخِلافَة من 934 إلى 940. حيث خلفه إبراهيم المُتَّقي لله ثم خلف أخوه المتقي ابن عمه عبدُ الله المستكفي بِالله.
كان ابن عمه المستكفي معاديًا لأبناء المقتدر، وقد عزله أمير الأمراء الجديد معز الدولة البُويهي فخلفهُ الفَضْل المُطيع لله، وقد قضى إسحاق حياته كأحد رجال البلاط في بلاط الخليفة. وكان من المتوقع في عهد المُطيع أن يخلفه أحد إخوته (وخاصة إسحاق) إلا أنه رشح ابنه الطَّائع وريثًا له.

## أسرته
كان لإسحاق عدة محظيات وأولاد، وتلقى ابنه أحمد تعليمًا جيدًا. تم تسجيله على أنه جمع أعمال الفُقه الإسلامي لدى الشَّافعية لأحمد بن محمد الهروي.  وله أيضًا ابنة اسمها أمينة.

## وفاته
توفي إسحاق في مارس 988 م، وفي أعقاب وفاته تشاجر ابنه أحمد مع أخته غير الشقيقة أمينة على الميراث، فشكت أمر أخيها إلى ابن عمهم الخليفة عبد الكريم الطَّائع لله، وادَّعت أنه يسعى لتولي الخِلافة، وبسبب ذلك وهربًا من القبض عليه، اختبأ أحمد بعد معرفته بذلك لفترة، قبل أن يلجأ إلى حاكم مستنقعات البطيحه بالقرب من البَصْرة، والمعرُوف باسم مُهذِّب الدَّولة وعاش لديه لمدة ثلاث سنوات تقريبًا. ومن هناك، تآمر أحمد ضد الطَّائع، والذي اعتمد على ولائه للبويهيين، لكون الطَّائع تم تنصيبه من قبل الجنرال التُّركي سبكتكين.